# Hootenanny Singers sjunger Evert Taube
Hootenanny Singers sjunger Evert Taube är ett studioalbum från 1965 av Hootenanny Singers.

## Låtlista

### A-sidan
| Nr | Låt                                               | Musik | Text | Längd |
| -- | ------------------------------------------------- | ----- | ---- | ----- |
| 1  | Britta (Soldatvisa)                               |       |      |       |
| 2  | Här är den sköna sommar                           |       |      |       |
| 3  | Den gyllene fågeln (Bröllopsresan till Barcelona) |       |      |       |
| 4  | Solola                                            |       |      |       |
| 5  | Min älskade hon gick sig i min lustgård           |       |      |       |
| 6  | Den sköna Helen (Flickan i Peru)                  |       |      |       |

### B-sidan
| Nr | Låt                               | Musik | Text | Längd |
| -- | --------------------------------- | ----- | ---- | ----- |
| 1  | Anna Bella Mirafior               |       |      |       |
| 2  | Telegrafisten Anton Hanssons vals |       |      |       |
| 3  | En håttespeleman                  |       |      |       |
| 4  | Första torpet                     |       |      |       |
| 5  | September                         |       |      |       |
| 6  | Tango Rosa                        |       |      |       |